# Echa Wojny światów
Echa Wojny światów (ang. War of the Worlds: Global Dispatches) – zbiór amerykańskich opowiadań fantastycznych, w wyborze Kevina J. Andersona, nawiązujących do klasycznej powieści Herberta George’a Wellsa Wojna światów, wydany w 1996 r. Polska edycja ukazała się w 1997 r. nakładem Wydawnictwa Prószyński i S-ka.  
Antologia przedstawia znane postacie, żyjące na przełomie XIX i XX wieku, przedstawione w trakcie najazdu Marsjan, opisanego przez Wellsa w powieści Wojna światów. Oprócz osób wymienionych przy tytułach opowiadań można tu spotkać inne historyczne postaci: Józefa Stalina, Giovanniego Schiaparelliego, Mahatmę Gandhiego.

## Spis opowiadań
- Kevin J. Anderson (H.G. Wells) Wstęp
- Mike Resnick (Teddy Roosevelt) Polowanie
- Kevin J. Anderson (Percival Lowell) Kanały w piasku
- Walter Jon Williams (cesarzowa Cixi i cesarz Guangxu) Cudzoziemskie diabły
- Daniel Marcus(inne języki) (Pablo Picasso) Błękitny okres
- Robert Silverberg (Henry James) Henry Jamesa dzienniki z inwazji marsjańskiej
- Janet Berliner(inne języki) (Winston Churchill i H. Rider Haggard) Prawdziwa opowieść o ostatniej bitwie Umslopogaasa, wodza Zulusów
- Howard Waldrop(inne języki) (Texas Rangers) Noc żółwi
- Doug Beason(inne języki) (Albert Einstein) Wojna z Marsjanami: podejście deterministyczne z poprawkami relatywistycznymi
- Barbara Hambly(inne języki) (Rudyard Kipling) Żołnierz królowej
- George Alec Effinger (Edgar Rice Burroughs) Mars: front ojczyźniany
- Allen Steele (Joseph Pulitzer) List z St. Louis
- Mark W. Tiedeman(inne języki) (Lew Tołstoj) Wskrzeszenie
- Gregory Benford, David Brin (Jules Verne) Paryż zwycięża wszystkich
- Don Webb(inne języki) (H.P. Lovecraft) W stronę Marsa i Providence
- Daniel Keys Moran(inne języki), Jodi Moran(inne języki) (Mark Twain) Radzenie sobie w czasie marsjańskiego najazdu
- M. Shayne Bell(inne języki) (Joseph Conrad) Zobaczyć jak świat umiera
- Dave Wolverton(inne języki) (Jack London) Po srogiej zimie
- Connie Willis (Emily Dickinson) Dusza dobiera sobie towarzystwo: Inwazja i odraza: chronologiczna reinterpretacja dwóch utworów Emily Dickinson: perspektywa wellsowska
- Gregory Benford, David Brin (Jules Verne) Posłowie: spoglądając wstecz

## Odbiór
Maciej Parowski ocenia antologię jako książkę historyczną – przedsięwzięcie ciekawe i „test wyobraźni”. Niełatwy, gdyż jest to „fantazjowanie na zadany temat”, tym trudniejsze, że dochodzi do tego „drugi stopień pisarskiego zniewolenia” – mówienie za inną osobę. Krytyk ocenia antologię pozytywnie, wyróżniając utwory Tiedemana i Wolvertona. 
Książka doczekała się też licznych recenzji w anglojęzycznych magazynach o fantastyce. 